# Islamizacija Albanije
Islamizacija Albanije bila je posljedica osmanskog osvajanja Albanije krajem 14. stoljeća. Osmanlije su, putem svoje uprave i vojske, donijeli islam u Albaniju raznim odlukama koje su se ticale poreskih olakšica, trgovinskih mreža i transnacionalnih vjerskih veza. U prvih nekoliko stoljeća osmanske vladavine širenje islama u Albaniji bilo je sporo, a intenziviralo se uglavnom tijekom 17. i 18. stoljeća dijelom i zbog veće osmanske socijalne i vojne integracije, geopolitičkih faktora i sloma kršćanskih crkvenih struktura. To je bio jedan od najznačajnijih događaja u albanskoj povijesti, jer je pretežito kršćansko (katoličko i pravoslavno) albansko stanovništvo u Albaniji postalo pretežito muslimansko (suniti, bektaši i neke druge sekte), premda su se značajne kršćanske manjine zadržale u određenim regijama. Kao rezultat islamizacije, sunitski islam postao je najzastupljenija religija na albanskome etnolingvističkom području, a druge su religije postale manjinske. Religija je odigrala glavnu ulogu u oblikovanju političkoga razvoja Albanije u kasnome osmanskom razdoblju. Uz vjerske promjene, prelazak na islam donio je i druge društvene i kulturne transformacije, koje su oblikovale i utjecale na Albance i albansku kulturu.
Tijekom 16. i 18. stoljeća kršćanski su Albanci često prisilno preobraćani na islam brutalnim nasiljem, uznemiravanjem i povećanjem poreza. Ti su postupci izazvali albanske pobune 1433. – 1439., 1452., 1480. – 1481., 1506. – 1507., 1519. – 1520., 1594., 1601. – 1602., 1621., 1614., 1618., 1683. – 1684., 1737., 1833. – 1839., 1844. i 1850. godine. Premda su Albanci održavali kriptokršćansku kulturu (Albanci koji su službeno bili muslimani a privatno su ispovijedali kršćanstvo poznati su pod imenom "laramani"), oni koji su pokušali prijeći na kršćanstvo, ohrabreni papom Klementom XI., suočili su se sa smrtnom kaznom prema osmanskom pravu. Na kraju su Albanci nadmašili druge balkanske skupine u osmanskoj vladajućoj klasi i stekli dominantan položaj i utjecaj, iako u malom broju.

## Povijest

### Rano osmansko razdoblje
Albanci su počeli prelaziti na islam kad su krajem 14. stoljeća postali dijelom Osmanskog Carstva. Albanija se razlikuje od ostalih balkanskih regija poput Bugarske i Bosne po tome što je do 1500-ih islam ostao ograničen na pripadnike aristokracije i rijetka vojna naselja pod vodstvom Turskih juruka. Stoga se u početku prelazak na islam odvijao uglavnom među kršćanskom elitom, koja je tako zadržala neke prethodne političke i ekonomske privilegije, kao i među pripadnicima nove klase timara ili vlasnika spahijske imovine u novomu osmanskome sustavu.
Tu se ubrajaju pripadnici aristokracije poput Đurađa Kastriota Skenderbega, koji se preobratio na islam dok je služio Osmanlijama, a kasnije se preobratio natrag na kršćanstvo tijekom albanske pobune krajem 15. stoljeća. Također je naredio drugima koji su prešli na islam ili su bili muslimanski koloni da prijeđu na kršćanstvo ili se suoče sa smrću. Skanderbeg je primio vojnu pomoć od Napuljskoga Kraljevstva, koju je 1452. godine poslao Ramon d'Ortafa, a kasnije je imenovan potkraljem Albanije i imao je zadatak održavati katoličanstvo među lokalnim stanovništvom i spriječiti širenje islama. Tijekom sukoba između Skenderbega i Osmanlija, razne bitke i napadi prisilili su sultana Mehmeda II. da sagradi tvrđavu Elbasan (1466.) u nizinama kako bi skršio otpor koji je dolazio iz planinskih utvrda. Prije i nakon Skenderbegove smrti (1468.) dijelovi albanske aristokracije migrirali su u južnu Italiju s većim brojem Albanaca, kako bi izbjegli osmansko osvajanje. Njihovi potomci i danas žive u mnogim selima u kojima su se oni tada nastanili.
Čak i dugo nakon pada Skenderbega, velike su se albanske regije često bunile protiv osmanske vlasti, što je izazvalo velike ljudske žrtve i desetkovanje stanovništva čitavih sela. Sedamdesetih godina 16. stoljeća zaustavljen je zajednički napor osmanskih vladara da autohtoni narod preobrate na islam, kako bi se ugušili sezonski nemiri u Elbasanu i Reki, a neuspješna pobuna katoličkog stanovništva na sjeveru 1596. prethodila je nizu strogih kaznenih mjera koje poticale prelazak na islam. Do vrhunca islamizacije u Albaniji došlo je mnogo kasnije nego u ostalim islamiziranim ili djelomično islamiziranim područjima: podaci popisa stanovništva iz 16. stoljeća pokazali su da su sandžaci u kojima su živjeli Albanci i dalje bili pretežno kršćanski, a muslimani su u većini područja činili najviše 5%, dok je u većini drugih regija tijekom istog razdoblja postotak muslimana već porastao do velikih razmjera, primjerice u dijelovima Bosne (Bosna 46%, Hercegovina 43%, grad Sarajevo 100%), Sjevern9j Grčkoj (Trikala 17,5%), urbanim dijelovima Makedonije (Skoplje i Bitola 75%) i istočnoj Bugarskoj (Silistra 72%, Čirmen 88%, Nikopolj 22%). Kasnije, u 19. stoljeću, kada je proces islamizacije zaustavljen na većem dijelu Balkana, isti je nastavio ostvarivati značajan napredak u Albaniji, posebice na jugu zemlje.
U ranom razdoblju osmanske vladavine područja koja čine modernu Albaniju reorganizirana su u administrativnu jedinicu koja se zvala Sandzak-i Arnavid ili Sandzak-i Arnavud. U prvom razdoblju osmanske vladavine samo su istaknute crkve sa značajnim simboličkim značenjem ili kulturnom vrijednošću u nekom urbanom naselju pretvarane u džamije. Većinu ranih džamija sagrađenih u Albaniji osmanski sultani ponekad su uglavnom gradili u tvrđavama za osmanske postrojbe za vrijeme svojih vojnih pohoda u ta područja, primjerice Džamija sultana Mehmeta Fatiha u Skadru, Crvena džamija u Beratu i druge.
Osmanska je vlast u pravilu uvelike tolerirala kršćanske podanike, ali ih je i diskriminirala čineći ih građanima drugog reda putem viših poreza i raznih zakonskih ograničenja, poput nemogućnosti izvođenja muslimana na sud, posjedovanja konja ili oružja ili pak posjedovanja kuće s pogledom na muslimane. Iako su osmanske vlasti bile kronično sumnjičave prema katoličanstvu, u velikoj su mjeri dopustile da pravoslavna crkva nesmetano funkcionira, osim u određenim trenucima, kada je crkva bila potisnuta protjerivanjem episkopa ili su im oduzimani prihodi i imovina. Tijekom osmanskog razdoblja većina kršćana, kao i većina muslimana, koristila je određeni stupanj vjerskog sinkretizma, još uvijek prakticirajući razne poganske obrede. Mnogi od ovih obreda najbolje su sačuvani među mističnim redovima kao što je bektaški red.
- Srušena Crvena džamija u utvrdi u Beratu.
- Ruševine džamije u utvrdi Kruja.
- Srušena džamija sultana Mehmeta Fatiha u utvrdi Rozafa u Skadru.

### Sjeverna Albanija
Osmansko osvajanje određenih sjevernih gradova iz ruku Mlečana dogodilo se odvojeno od početnog zauzimanja Albanije od lokalnih feudalaca. Grad Leska pao je 1478., Skadar 1478. – 1479. i Drač 1501. godine. Većina njihovog kršćanskog stanovništva pobjegla je. Tijekom 16. stoljeća gradsko stanovništvo u tim gradovima postalo je pretežito muslimansko. Na sjeveru je širenje islama bilo sporije kao posljedica otpora Rimokatoličke crkve kao i zbog planinskog terena, što je pridonijelo manjem muslimanskom utjecaju u 16. stoljeću. Osmansko osvajanje i teritorijalna reorganizacija Albanije utjecali su na Katoličku crkvu jer su crkvene strukture bile uništene. U 16. stoljeću smatralo se da u Skadarskome sandžaku muslimansko stanovništvo čini 4,5% od ukupnog broja, a u to vrijeme slabo naseljeno područje Dukađinske visoravni (danas Metohija) imalo je 0%, uz iznimku Prizrena s 1,9% muslimanskog stanovništva.
Pobune katoličkih Albanaca, često u kontekstu osmanskih ratova s katoličkim silama Venecijom i Austrijom u 17. stoljeću, rezultirale su žestokim represalijama protiv pobunjenih katoličkih Albanaca, a to je pak ubrzalo prelazak na islam. Godine 1594. papa je potaknuo neuspjelu pobunu među katoličkim Albancima na sjeveru, obećavajući pomoć Španjolske. Međutim pomoć nije stigla, a kada je pobuna slomljena 1596. godine provedena su osmanska represija i pritisak da se prihvati islam kako oblik kažnjavanja pobunjenika. Najveći pad broja kršćana dogodio se 1630-ih i 1670-ih, kada je primjerice broj katolika u leskoj biskupiji pao za 50%,  a u pultskoj biskupiji se broj katolika smanjio s 20 000 na 4045, pri čemu je većina prešla na islam, a samo mali broj njih na pravoslavlje.
Tijekom Velikoga austrijsko-turskog rata, albanski katolički čelnici Petar Bogdani i Toma Raspasani okupili su na austrijskoj strani katolike i muslimane među kosovskim Albanacima. Pošto je Kosovo nakon rata ostalo izvan Habsburške Monarhije uslijedila je oštra odmazda. Veliki broj katolika pobjegao je na sjever, gdje su mnogi "umrli, neki od gladi, drugi od bolesti" oko Budimpešte. Nakon bijega Srba, ipeški (pećki) paša prisilio je katoličke Albance na sjeveru da se presele u sada raseljene ravnice na Kosovu i prisilio ih da se preobrate na islam.
Preobraćenje među katolicima u zajednicama sjeverne Albanije često je uključivalo muškarce koji bi prešli na islam  da bi izbjegli plaćanje poreza i drugih socijalnih pritisaka usmjerenih na muškarce u osmanskom sustavu, dok bi žene u kućanstvu ostale kršćanke. Preobraćeni muslimanski muškarci tražili su kršćanske žene kako bi održale određeni stupanj katoličanstva u kućanstvu. Godine 1703. papa Klement XI. albanskog porijekla sazvao je sinodu lokalnih katoličkih biskupa kako bi razgovarao o islamizaciji u regiji, no sinodi nisu prihvaćali kriptokatolike u Albaniji, koji su izvana ispovijedali islam. U sjevernoj Albaniji sukob sa Slavenima pojavio se kao dodatni faktor u prelasku na islam. Dijeljenje iste vjere s osmanskim vlastima omogućilo je Albancima na sjeveru da postanu saveznici i ravnopravni čimbenik u carskom sustavu i da steknu sigurnost protiv susjednih pravoslavnih Slavena.
U nekim područjima istočne Albanije islam je već ranije postao većinskom religijom: primjerice, službene osmanske statistike o nahiji Tetovu u današnjoj Makedoniji (koja je imala mješovito albansko, slavensko makedonsko i tursko stanovništvo) pokazuju da je broj muslimanskih obitelji prvi put nadmašio kršćanske obitelji 1545. godine, kad je bilo dva puta više muslimanskih obitelji u odnosu na kršćanske, a 38 od tih muslimanskih obitelji nedavno je prešlo na kršćanstvo, a u Opolju na Kosovu kod Prizrena muslimani su bili u većini 1591. godine.

### Središnja Albanija
Središnja Albanija bila je središte starog Egnacijevig puta, koji je činio značajnu trgovinsku, kulturnu i prometnu poveznicu sada pod izravnom osmanskom upravnom kontrolom i vjerskim muslimanskim utjecajem. Prelazak na islam u većini središnje Albanije stoga se u velikoj mjeri pripisuje ulozi koju je njezina geografija imala u društveno-političkome i ekonomskom razvoju te regije.
Službeno osmansko priznanje pravoslavne crkve rezultiralo je tolerancijom pravoslavnog stanovništva sve do kraja 18. stoljeća, a tradicionalizam crkvenih institucija usporio je  kod Albanaca proces prelaska na islam. Pravoslavno stanovništvo središnje i jugoistočne Albanije bilo je pod crkvenom jurisdikcijom Ohridske pravoslavne arhiepiskopije, dok je jugozapadna Albanija bila pod Carigradskom patrijaršijom putem Janjinske eparhije. Razlike između kršćanskih Albanaca iz središnje Albanije i ohridskih arhiepiskopa dovele su do prelaska na bektaški islam, koji je bio privlačan svima jer je malo inzistirao poštivanju obreda.
Početkom 16. stoljeća albanski gradovi kao što su Kanina, Delvina, Vlora, Korča, Klisura, Premet i Berat, a krajem 16. stoljeća Vlora, Premet i Himara i dalje su bili kršćanski, dok je Gjirokastra već bio muslimanski grad. U prvim desetljećima 16. stoljeća Elbasanski sandžak imao je 5,5% muslimanskog stanovništva, što je bio u tom razdoblju najviši postotak za sve sandžake s albanskim stanovništvom.  Godine 1570. osmanske su vlasti započele ciljanu akciju  preobraćenja nemirnog kršćanskog stanovništva u Elbasanu i Reci. Na području oko Drača, jedan grčki putnik izvijestio je da zbog islamizacije više nema pravoslavnih kršćana. Prelazak na islam u gradovima diljem Albanije bio je spor tijekom 16. stoljeća, pošto je oko 38% gradskog stanovništva postalo muslimanima. Grad Berat postao je pretežito muslimanski od 1670. nadalje, a njegova se preobrazba dijelom pripisuje nedostatku kršćanskih svećenika koji su mogli vršiti vjerske službe.

### Južna Albanija
Prema podacima iz 16. stoljeća, muslimana je u Valonskom sandžaku bilo 1,8%, dok ih je u Ohridskom sandžaku bilo 1,9%. Uglavnom su krajem 18. stoljeća pravoslavni Albanci prealzili na islam u velikom broju, većinom zbog rusko-turskih ratova u tom razdoblju i zbog Peloponeskog ustanka (1770.), koji je uvjerio Osmanlije da je pravoslavno stanovništvo saveznik Rusije. Dok su se neki pravoslavni Albanci bunili protiv Osmanskoga Carstva, Porta je reagirala i povremeno pribjegavala sili da preobrati pravoslavne Albance na islam, istodobno provodeći ekonomske mjere za poticanje vjerske preobrazbe. Do 1798. godine masakr primorskih albanskih pravoslavnih sela Šanvasil i Nivica-Bubar, koji je zapovijedio Ali-paša Janjinski, poluneovisni vladar Janjine, doveo je do još jednog značajnog vala prelaska na islam kod pravoslavnih Albanaca. U 19. stoljeću Albanija u cjelini, a posebno južna Albanija, bila je jedna od rijetkih regija na osmanskome Balkanu u kojoj je kršćansko stanovništvo islamizacijom još uvijek gubilo značajan broj sljedbenika. Jedina druga regija koja je pokazala sličan pad kršćanskoga stanovništva bila je oblast Dobrudže.
U to vrijeme  na određenim su područjima izbili sukobi između novopreobraćenih muslimanskih Albanaca i pravoslavnih Albanaca. Tako je selo Borš napalo Piqueras 1744. godine prisilivši neke stanovnike da pobjegnu u inozemstvo, uglavnom u južnu Italiju. Ostala područja poput 36 sela sjeverno od područja Pogoni preobratila su se 1760. godine i potom napala pravoslavna kršćanska sela u okruzima Kolonja, Leskovik i Permet uništivši mnoga naselja. Krajem 18. stoljeća, društveno-političke i ekonomske krize, zajedno s nominalnom kontrolom osmanske vlade, rezultirale su lokalnim pljačkama i čestim napadima na grčka, vlaška i pravoslavna albanska naselja koja se danas nalaze u Albaniji i izvan nje. U Albaniji su ovi napadi kulminirali uništavanjem Vitkuka, pretežito pravoslavnoga albanskog središta, Moskopolja, pretežno vlaškog središta, oba sa značajnom grčkom književnom, obrazovnom i vjerskom kulturom, te mnogih drugih manjih naselja. Ti su događaji prisilili neke Vlahe i pravoslavne Albance da migriraju u mjesta poput Makedonije, Tracije itd.
Neki pravoslavci, poznati kao novi mučenici, pokušali su zaustaviti plimu prelaska na islam među pravoslavnim albanskim stanovništvom i zato su bili pogubljeni. Među njima je bio značajan grčki redovnik i misionar Kozma Etolski (umro 1779.), koji je putovao i propovijedao do Kroje i koji je otvorio mnoge grčke škole prije nego što su ga vlasti osmanskih Albanaca optužile da je ruski agent i pogubile. Kozma se zalagao za grčko obrazovanje i širenje grčkog jezika među nepismenim kršćanima koji nisu govorili grčkim, kako bi mogli razumjeti spise i liturgiju i tako ostati pravoslavni, a njegova se duhovna poruka poštuje među današnjim pravoslavnim Albancima.

### Drugi faktori islamizacije
Neka preobraćenja u islam, poput onoga u regiji Laberiji, dogodile su se iz crkvenih razloga kad je lokalni biskup odbio prekinuti post prijeteći da će onaj tko prekrši pravilo otići u pakao. Prelazak na islam bio je čest i iz ekonomskih razloga, koji su nudili izlaz od teškog oporezivanja poput poreza zvanog džizija i drugih teških osmanskih mjera nametnutih kršćanima, pa se tako otvarala mogućnost stjecanja bogatstva. U vrijeme sukoba između muslimana i kršćana, lokalni interesi kao što je zaštita obitelji prevladavali su nad borbama, zbog čega su Osmanlije odbijale muslimanskim Albancima dopustiti nošenje oružja, jer bi se kršćanski Albanci često obraćali na islam kako bi stekli pravo na oružje, a zatim ga okrenuli protiv Osmanlija. Drugi faktori koji su dovodili do prelaska na islam bili su siromaštvo crkve, nepismeno svećenstvo, nedostatak svećenstva u nekim područjima i bogoslužje na jeziku koji nije albanski. Uz to, oslanjanje dračke biskupije i južne Albanije na propadajuću Ohridsku arhiepiskopiju, dijelom zbog simonije, oslabilo je sposobnost pravoslavnih Albanaca da se protive prelasku na islam.
Kriptokršćanstvo se također prakticiralo u nekim slučajevima širom Albanije u regijama poput Spata među stanovništvom koje je nedavno prešlo s kršćanskog katoličanstva i pravoslavlja na islam.  Pogranična regija Gora, koja se nalazi u današnjoj sjeveroistočnoj Albaniji i na južnom Kosovu, imala je pretežito slavensko pravoslavno stanovništvo koje se prešlo na islam tijekom druge polovice 18. stoljeća zbog ukidanja Srpske patrijaršije u Peći 1766. godine i nestabilnosti crkvenih institucija koja je uslijedila. Počevši od 17. stoljeća, i sve intenzivnije u idućim stoljećima, na islam je prelazilo pretežito slavensko pravoslavno stanovništvo Golog Brda na istoku današnje Albanije. Romi su se naselili u Albaniji u 15. stoljeću, a oni koji su postali muslimani uključili su se u lokalno muslimansko osmansko društvo.

### Muslimanski Albanci i širi osmanski svijet
Islam je bio tijesno povezan s državnim institucijama što je Osmansko Carstvo činilo islamskim političkim entitetom, u kome se vjerski zakon podudarao s državnim zakonom, a samo su muslimani imali puna građanska prava dok se etnička ili nacionalna pripadnost zanemarivala. U središtu i na jugu zemlje krajem 17. stoljeća, urbana središta uglavnom su prihvatila religiju sve brojnije muslimanske albanske elite. Izgradnja džamija u Albaniji uzela je maha počevši od 17. stoljeća, sa sve većim brojem preobraćenih albanskih muslimana. Stara aristokratska vladajuća klasa u Albaniji prihvatila je islam da bi zadržala svoja zemljišta. U 18. stoljeću pojavila se klasa lokalnih aristokratskih albanskih muslimana. Postojanje te klase kao paša i begova u to vrijeme, koji su u vojsci služili kao vojnici i najamnici, ali su se mogli pridružiti i muslimanskomu svećenstvu, igralo je sve važniju ulogu u osmanskomu političkom i ekonomskom životu, čineći ga atraktivnom opcijom za mnoge Albance. Ovisno o svojoj ulozi, ti su ljudi postigli ugledne položaje u muslimanskomu albanskom društvu jer su obavljali administrativne dužnosti i održavali sigurnost u urbanim područjima, a osmanska država ponekad ih je nagrađivala visokim činovima i položajima. Albanci su u značajnom broju bili zastupljeni i na osmanskom carskom dvoru. Ipak, uz kršćane, i mnogi muslimanski Albanci bili su siromašni i poput kmetova radili na zemlji osmansko-albanske elite, dok su drugi pronašli posao u trgovini, zanatstvu i u drugim djelatnostima.
Sunitski islam promicali su i štitili osmanski upravitelji i feudalno društvo, što je rezultiralo širenjem derviških sufijskih redova koji su se smatrali pravovjernijim u balkanskoj regiji. Najistaknutiji među njima bio je red bektaša, koji su se smatrali sunitima zbog zajedničkih pravnih tradicija, iako su ih obični muslimani zbog njihovih ezoteričnih praksi smatrali šijitima koji poštujuu Aliju, Hasana, Huseina i druge istaknute muslimanske ličnosti. Tijekom osmanske vladavine albansko stanovništvo djelomično je i postupno počelo prelaziti na islam putem bektašijskog učenja, dijelom i zato da bi steklo prednost u osmanskim trgovinskim mrežama, birokraciji i vojsci. Mnogi su Albanci kroz osmanski sustav danka u krvi regrutirani u janjičare, a 42 velika vezira Osmanskoga Carstva bili su albanskog porijekla. Najistaknutiji Albanci za vrijeme osmanske vladavine bili su Kodža Davud-paša, Hamza Kastrioti, Iljaz Hodža, Mehmed-paša Ćuprilić, Ali-paša Janjinski, Edhem-paša Molaj, Ibrahim-paša Beratski, Fazil Ahmed-paša Ćurpilić, Muhamed Ali od Egipta, Mahmud-paša Bušatlija i Ahmet Kurt-paša. Unutar tog okvira vojne i upravne službe, odnos muslimanskih Albanaca s Osmanlijama činila je suradnja i obostrana korist.
- Muradija džamija u Vlori.
- Nazireša džamija u Elbasanu.
- Bazar-džamija u Kruji.
- Džamija sa satom u Pekinju.
- Fatih džamija u Draču.
- Carska džamija u Beratu.

### Muslimanske denominacije i sekte
Pored onih povezanih sa sunitskim islamom, neki su muslimani u Albaniji tijekom osmanskoga razdoblja pripadali sufijskim redovima. Red kadirija proširio se u urbanim područjima u 17. stoljeću i bio je povezan s gradskim esnafskim radnicima, a već se u sljedećem stoljeću proširio na središnju Albaniju, posebno u planinskome području Debra. Kadirije su doprinijeli gospodarskome razvoju, a u području Debra i društveno-političkome razvoju regije. Red halvetija natjecao se s bektašima za pristaše i proširio se na jugu i sjeveroistoku Albanije. Ostali sufijski redovi bili su rufaije i mevlevije. Najistaknutiji od njih u Albaniji bili su i još uvijek su bektaši, mistični derviški red šiitskog islama koji je u Albaniju došao tijekom osmanskoga razdoblja, a prvi su ga usvojili janjičari u 15. stoljeću. Do širenja bektašizma među albanskim stanovništvom došlo je u tijekom 18. i početkom 19. stoljeća, posebice u zemljama kojima je upravljao Ali-paša Janjinski, za koga se smatra da je i sam bio bektaš.
Sufijski derviši iz udaljenih mjesta poput Horasana i Anatolije stigli su i stekli svoje učenike, a s vremenom je uspostavljena mreža tekija koje su postale središta sufizma u regijama poput Skrapara i Devola. Neke od najistaknutijih tekija u Albaniji bile su u naseljima kao što su Gjirokastra, Melčan, Kruja i Frašer. U bektašijskom redu Albanci su početkom 20. stoljeća činili značajan broj derviša izvan Balkana, djelujući čak i u tekiji pod sufijskim svecem hadži-Bektašem u Anadoliji i Egiptu. Sufijski redovi, posebno bektaši, povezuju kršćanske svece i njihova lokalna svetišta sa sufijskim svetim ljudima, stvarajući sintezu i sinkretizam vjerskog poštovanja i prisutnosti. Za albanske preobraćenike na islam, bektašizam koji je pružao veću vjersku slobodu i sinkretizam ponekad se smatrao privlačnijim izborom od sunitskoga islama. Konzervativni muslimani bektašijski red smatraju hereticima. Bektaši se tradicionalno nalaze u značajnom broju u južnoj Albaniji i manjim dijelom u središnjoj Albaniji, dok ostatak muslimanskoga stanovništva pripada sunitskom islamu.
- Tekija u Beratu sufijskog halvetijskog reda (sagrađena 1782).
- Natpis arapskim pismom na Halvetijskoj tekiji u Beratu.
- Bektašijska tekija u Frašeru.
- Melanijska bektašijska tekija u Gjirokastri.
- Dolmijska tekija u Kruji.
- Unutrašnjost Dolmijske tekije sa sufijskim svetim grobovima u pozadini u Kruji.

### Promjene u društvu i kulturi
Osmansko osvajanje donijelo je i društvene, kulturne i jezične promjene u svijet koji je govorio albanskim jezikom. Od 15. stoljeća nadalje, riječi su iz osmanskog turskog ulazile u albanski jezik. Mnogi pjesnici i drugi muslimanski albanski autori pisali su na osmanskome turskom, arapskom, perzijskom jeziku ili na albanskom jeziku služeći se arapskim pismom, obrađujući narativnu prozu, poeziju, djela o religiji i društveno-političkoj situaciji u zemlji. Među tim su autorima bili istaknuti Jahja-beg Dukađini, Hadži Šehreti ili "bejtadžijski" pjesnici kao što su Nezim Frakula, Muhamed Kiciku, Sulejman Naibi, Hasan Ziko Kamberi, Hadži Imer Kašari i drugi. Osim što je Elbasan osnovan oko tvrđave (1466.), gradovi i naselja u Albaniji pretrpjeli su promjene jer su prihvatili osmanske arhitektonske i kulturne elemente. Neke četvrti izgradnjom zgrada povezanih s religijom, obrazovanjem i društvenim svrhama, poput džamija, medresa, imareta itd., koje je podigla osmanska muslimanska elita, postale su nova urbana središta poput Korče, Tirane i Kavaje. U međuvremenu su starija urbana središta poput Berata dobila džamije, hamame (osmanska kupatila), medrese (muslimanske vjerske škole), kavane i tekije, a postala su poznata po svojim pjesnicima, umjetnicima i znanstvenim aktivnostima. Za razliku od Kosova ili Makedonije, u Albaniji je osmansko muslimansko nasljeđe bilo skromnije, iako nalazimo istaknute građevine poput džamije Mirahori u Korči (izgrađena 1495. – 1496.), Murat-begove džamije u Kroji (1533. – 1534.), Olovne džamije u Skadru (1773. – 1774.), Edhem-begove džamije u Tirani (započeta 1791. – 1794.; dovršena 1820. – 1821.) i druge.
Prelazak kršćana na islam za Albance je značio i prijelaz s rumske (kršćanske) na muslimansku denominaciju unutar osmanskog sustava mileta, koji je ljude dijelio po vjeri u svrhu upravljanja njima. Međutim, Osmanlije su bili svjesni postojanja muslimanskih Albanaca i koristili su izraze kao što je Arnavud (اروانيد) za etničku oznaku u službenim dokumentima kako bi riješili nedostatke uobičajene vjerske terminologije. Na osmanskome turskom jeziku zemlja se zvala Arnavudluk (آرناوودلق). Također, promjena u etnonimu bila je nova i opća reakcija Albanaca na ovaj novi i drugačiji osmanski svijet koji se pojavio oko njih. Etnonim Shqiptarë, koji potječe iz latinskog i označava jasan govor i usmeno sporazumijevanje, postupno je došao na mjesto starijeg naziva Arbëresh/Arbënesh među govornicima albanskoga između kraja 17. i početka 18. stoljeća.

## Nasljeđe

### Društveni pogledi u Albaniji
Islam i osmansko naslijeđe predmetom su rasprave u širemu albanskome društvu. Mnogi Albanci islam smatraju posljedicom "džihada" "protukršćanskog nasilja", "poturčenja" i u tim se diskursima društveno-politički problemi Albanije smatraju rezultatom toga nasljeđa. Neki pripadnici muslimanske zajednice, iako ne ističu toliko osmansku prošlost, odgovorili su na te stavove kritizirajući ono što doživljavaju kao predrasudu prema islamu. Među albanskim intelektualcima i drugim značajnim Albancima u širemu balkanskome području vode se rasprave oko islama, njegove baštine i njegove uloge u Albaniji. Kao dio ovih rasprava, neki su albanski intelektualci koristili kontroverznu orijentalističku, rasističku i biološku terminologiju za raspravu o islamu, njegovom nasljeđu i današnjoj ulozi u albanskom društvu.
Među tim raspravama značajna je bila razmjena novinskih članaka i knjiga između romanopisca Ismaila Kadarea iz Gjirokastre i književnoga kritičara Redžepa Ćosje, Albanca iz bivše Jugoslavije sredinom 2000-ih godina. Kadare je tvrdio da budućnost Albanije leži u Europi zbog njezinih drevnih europskih korijena i kršćanskih tradicija, dok je Ćosja tvrdio da je albanski identitet mješavina zapadne (kršćanske) i istočne (islamske) kulture i da je često prilagodljiv povijesnom kontekstu. Piro Misha napisao je da je islamizacija Albanaca u 17. i ranom 18. stoljeću predstavljala "dva najcrnja stoljeća u modernoj povijesti Albanije". Misha je također tvrdio da je zbog ovog iskustva "Albanija bila pod većim utjecajem tursko-orijentalne kulture nego možda bilo koja druga zemlja u regiji", iako je napomenuo da su albanski muslimani bili jedina muslimanska skupina "u europskoj Turskoj koja je sa svojim kršćanskim sunarodnicima dijelila zajednički cilj borbe protiv vlade u Carigradu".
U jednom govoru u Ujedinjenom Kraljevstvu 2005. godine, albanski predsjednik Alfred Moisiu rekao je za islam u Albaniji da ima "europsko lice", da je "plitak" i da "ako malo dublje pogledate u svakog Albanca, možete pronaći njegovu kršćansku jezgru". Muslimanski forum Albanije odgovorio je na ove i Kadareove komentare tako što ih je nazvao "rasističkim" komentarima koji sadrže "islamofobiju" i koji su "duboko uvredljivi". Slijedeći trendove još iz komunističkoga režima, postkomunistički albanski politički lobi nastavio je pristupati islamu kao religiji osmanskoga "napadača". Neki albanski pisci također tvrde da je albanska predanost islamu površna, a ti su argumenti popularni u pravoslavnoj i katoličkoj albanskoj zajednici. U raspravama o albanskim školskim udžbenicima u kojima su neki povjesničari pokušavali ukloniti uvredljiv sadržaj o Turcima, neki su se kršćanski povjesničari bijesno usprotivili, pozivajući se na negativna iskustva iz osmanskoga razdoblja i tražeći od Turske naknadu za "invaziju" Albanije i islamizaciju Albanaca.

### Vjerski stavovi
Službene vjerske kršćanske i muslimanske institucije i njihovo svećenstvo imaju različite poglede na osmansko razdoblje i prelazak Albanaca na islam. I katoličko i pravoslavno svećenstvo osmansko razdoblje tumače kao represivno, koje sadrži protukršćansku diskriminaciju i nasilje, dok se islam smatra "stranim" elementom koji prijeti albanskoj tradiciji i jedinstvu. Prelazak Albanaca na islam i katoličko i pravoslavno svećenstvo smatra "krivotvorenjem" albanskog identiteta, iako se albanski muslimani vide kao "nevine žrtve" islamizacije. S druge srane, albansko sunitsko svećenstvo smatra preobraćenje Albanaca dobrovoljnim postupkom, a vjerske kontroverze oko osmanskoga razdoblja ostavlja po strani. Sufijski islam u Albaniji tumači osmansko doba kao promicanje iskrivljenog oblika islama koji je bio iskvaren unutar sunitskog osmanskog političkog entiteta koji ih je progonio. Kršćansko svećenstvo smatra muslimanske Albance dijelom šire albanske nacije, a muslimanski svećenici ne pokazuju prezir prema ljudima u Albaniji koji nisu postali muslimani. Kršćanski identiteti u Albaniji uobličeni su na temelju svog manjinskog položaja, ponekad s iskustvima diskriminacije koju su u povijesti trpjeli naspram muslimanske većine. Muslimanski svećenici u Albaniji pak ističu kolaps Osmanskoga Carstva do kojeg je došlo političkim osnaživanjem balkanskih kršćana, kao događaj koji je u moderno doba muslimane učinilo vjerskom manjinom na Balkanskom poluotoku.

### Suvremena gledišta
U moderno doba transformacija Albanaca i nasljeđe islama u Albaniji kontroverzna je tema. Komunističko razdoblje i moderni albanski znanstvenici s nacionalističkim perspektivama tumače osmansko razdoblje kao negativno i minimiziraju prelazak na islam u smislu da Albancima nije donio koristi u socio-kulturnome i vjerskomu smislu. Godine 1975. Hassan Kaleši osporio je ove uglavnom "negativne" poglede na razdoblje islamizacije. Kaleši, čiji su stavovi kasnije zagovarali Elsie i Schmidt-Neke, tvrdi da su osmansko osvajanje i prelazak Albanaca na islam spriječili helenizaciju i slavenizaciju na isti način na koji su, kako je tvrdio, slavenske invazije u 6. stoljeću zaustavile proces romanizacije predaka Albanaca. Kaleši je tvrdio da je, iako su u sustavu mileta bili prepoznati samo kao muslimani, djelomična islamizacija stanovništva zaustavila je proces asimilacije koji se odvijao kroz crkve i utjecaj Grka, Latina i Slavena. Uz to, islamizacija Albanaca rezultirala je i širenjem područja na kojima su živjeli Albanci na Balkanu kretanjem stanovništva ili asimilacijom ostalih muslimanskih nealbanskih elemenata tijekom osmanske vladavine. Kalešijevu tezu iskrivili su s vremenom neki Albanci, koji tvrde da su Albanci prešli na islam kako bi sačuvali svoj nacionalni i etnički identitet, dok je sam Kaleši tvrdio da čuvanje albanskog identiteta predstavlja posljedicu islamizacije i osmanske vladavine, a ne uzrok. To je kasnije nazvano "inverzijom" Kalešijevog argumenta.